# Юргулиг
Юргулиг (таб. Юргюлигъ) — село в Табасаранском районе Дагестана (Россия). Входит в состав сельского поселения «Сельсовет Джульджагский».

## География
Расположено в 4,5 км к западу от районного центра — села Хучни.
Ближайшие сёла: на юге — Кулиф, на севере — Ергюняг.

## Население
| 1895 | 1926 | 1939 | 1970 | 1989 | 2002 | 2010 |
| ---- | ---- | ---- | ---- | ---- | ---- | ---- |
| 101  | ↘91  | ↗113 | ↘41  | ↗137 | ↗210 | ↗293 |
| 2021 |      |      |      |      |      |      |
| ↘291 |      |      |      |      |      |      |